# Phylloscartes paulista
Phylloscartes paulista là một loài chim trong họ Tyrannidae.